# Legge di Omori
In sismologia la legge di Omori definisce la decrescita del numero di repliche (aftershock in inglese) dopo un sisma importante. Questa formula empirica è stata scoperta dal sismologo giapponese Fusakichi Omori nel 1894, prendendo in considerazione la sequenza sismica susseguente al terremoto di Nobi del 1891. 

## Formulazione
La legge di Omori è una relazione empirica per descrivere la diminuzione di intensità delle scosse di aftershock. Nel suo lavoro pubblicato nel 1894, Omori affermava che la frequenza delle scosse di replica diminuiva in funzione del reciproco del tempo t trascorso dalla scossa principale secondo la seguente relazione:
{\displaystyle n(t)={\frac {K}{c+t}}}
Nel 1961 Utsu ha proposto una versione modificata della legge di Omori, che assume la seguente forma:
{\displaystyle n(t)={\frac {k}{(c+t)^{p}}}}
dove p modifica il tasso di decadimento ed è in genere compresa tra 0,7 e 1,5. Questa versione è oggi di impiego più diffuso.
Secondo queste relazioni il tasso delle repliche diminuisce rapidamente nel tempo e la dipendenza dall'inverso del tempo permette di stimare la probabilità di ricorrenza delle ulteriori scosse; questo significa che una data probabilità di scosse nel primo giorno risulterà dimezzata nel secondo giorno e ridotta a 1/10 il decimo giorno. Questo andamento descrive tuttavia solo l'aspetto statistico senza fornire indicazioni sul numero e la localizzazione delle scosse di aftershock. Poiché si tratta inoltre di una legge empirica, i valori dei parametri sono ottenuti mettendo in grafico i dati relativi delle scosse successive alla principale senza che essi diano alcuna informazione sul meccanismo fisico coinvolto.